# 678. pehotni polk (Wehrmacht)
Za druge 678. polke glejte 678. polk.
678. pehotni polk (izvirno nemško Infanterie-Regiment 678) je bil eden izmed pehotnih polkov v sestavi redne nemške kopenske vojske med drugo svetovno vojno.

## Zgodovina
Polk je bil ustanovljen 15. novembra 1940 kot polk 14. vala na področju Güstrowa iz osebja 417., 429. in 442. pehotnega polka ter dodeljen 332. pehotni diviziji.
15. oktobra 1942 je bil polk preimenovan v 678. grenadirski polk.